# Eišiškės
Eišiškės est une ville de Lituanie ayant en 2008 une population d'environ 3 600 habitants.

## Histoire
En septembre 1941, un Einsatzgruppen composé d'Allemands et de leurs collaborateurs lituaniens assassinent les Juifs dont la communauté est historiquement importante dans la ville,.
3 446 personnes sont massacrées lors de cette exécution de masse,.